# تمبورة رويشد (مشرحات)
تمبورة رويشد (بالفارسية: تمپوره رویشید) هي قرية تقع في إيران في قسم مشرحات الريفي. يقدر عدد سكانها بـ 26 نسمة بحسب إحصاء 2016.